# Беженцы в Азербайджане

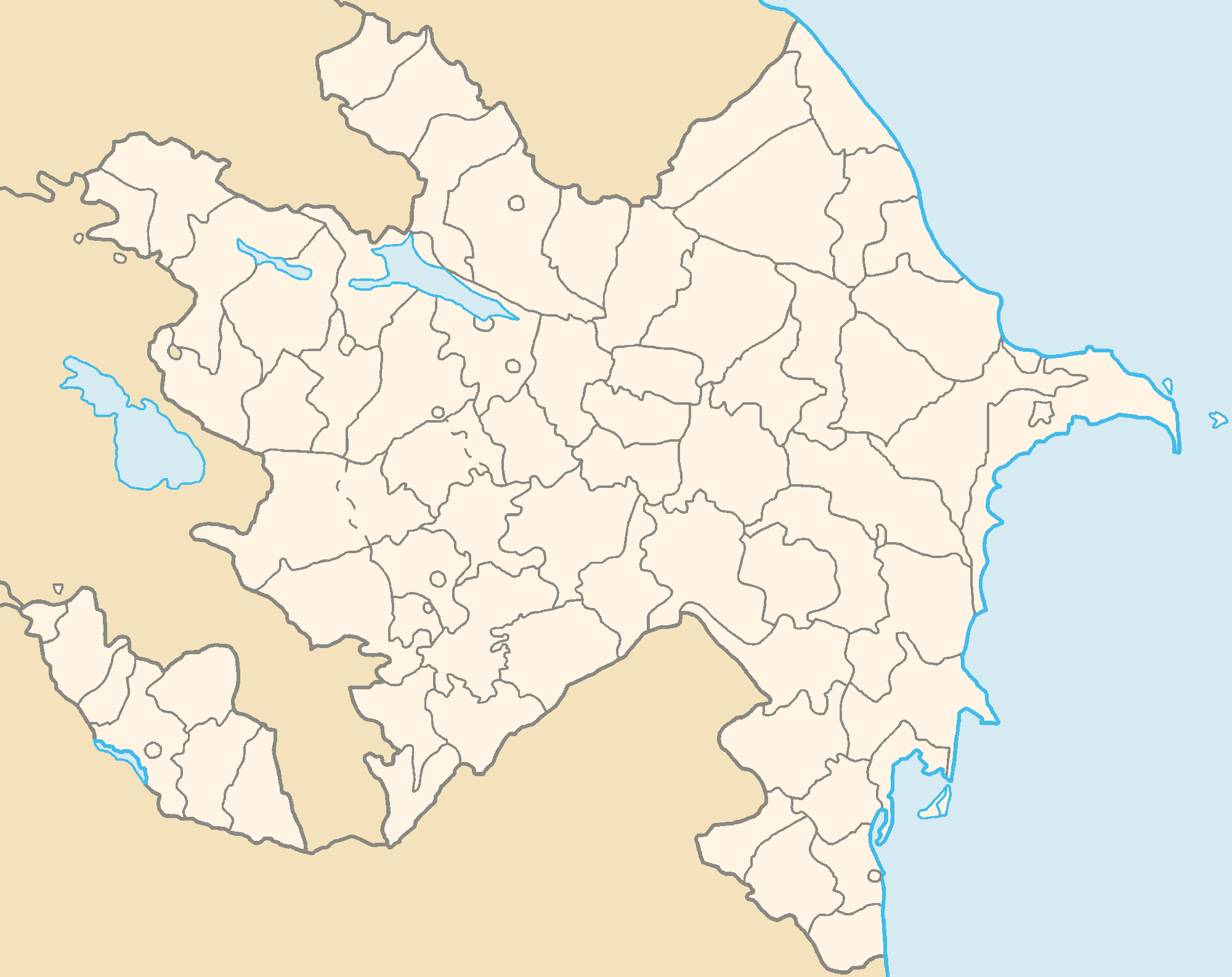
Карта Азербайджана (отмечены жёлтым Нагорный Карабах и 7 прилегающих районов)

По официальным данным Азербайджана, в Азербайджане проживает миллион лиц, имеющих статус беженцев и вынужденных переселенцев (данные за 2009 год). Часть из них — этнические азербайджанцы, которые были вынуждены покинуть Армянскую ССР (186 тысяч человек), а также около 500 тысяч человек — НКАО и семь прилегающих районов Азербайджана (Кельбаджарский, Зангеланский, Агдамский, Физулинский, Лачинский, Кубатлинский и Джебраильский) в ходе армяно-азербайджанского этнополитического конфликта вокруг Нагорного Карабаха. Общее число перемещенных лиц среди азербайджанского населения составляет около 750 тысяч человек.

## Беженцы-азербайджанцы

### Беженцы из Армении
В ноябре 1987 года начались межэтнические столкновения в Кафанском районе Армянской ССР, в результате чего азербайджанцы начали покидать район. К февралю район покинуло, по разным оценкам, от двух до четырёх тысяч азербайджанцев.
Массовое изгнание азербайджанцев из Армении началось в ноябре 1988 года. В 1988—1992 годах в результате дискриминации из Армянской ССР выехало практически все азербайджанское население. Сюда входят 186 тысяч азербайджанцев, 18 тысяч курдов-мусульман и 3,5 тысяч русских, которые в 1988—1989 годах переехали из Армении в Азербайджан. В 1989 году число азербайджанцев в Армении составляло всего 84 860 человек (или 2,6 % всего населения Армянской ССР).
В то же самое время в результате погромов и этнических чисток из Азербайджана выехало почти все армянское население вне НКАО. Если на 1989 год в Азербайджанской ССР проживало 390 505 армян (или 5,5 % населения Азербайджанской ССР), то в результате войны из Азербайджана в Армению и Россию, по данным азербайджанского конфликтолога Арифа Юнусова, переселилось 353 тысячи армянских беженцев.
В 1998 году был принят закон «О гражданстве». В 1999 году был принят закон «О статусе беженцев и внутренне перемещенных лиц (лиц, перемещенных на территории страны)» и закон «О социальной защите внутренне перемещенных лиц и лиц, приравненных к ним».

### Беженцы Карабахской войны
Согласно подсчетам азербайджанского конфликтолога Арифа Юнусова, в результате Первой карабахской войны 1991—1994 годов, после занятия армянскими силами семи прилегающих к Нагорному Карабаху районов, около 500 тысяч азербайджанцев, жителей Нагорного Карабаха и прилегающих районов, были изгнаны из своих домов, а из приграничных районов бежали около 30 тысяч азербайджанцев. Все они были вынуждены покинуть свои места проживания и переселиться в другие азербайджанские города и регионы. Благодаря строительству новых поселений для беженцев и вынужденных переселенцев, развернувшемуся в 2001—2002 годах, с 2007 года палаточные лагеря для беженцев были закрыты.

Беженцы Карабахской войны на фотографиях И. Джафарова
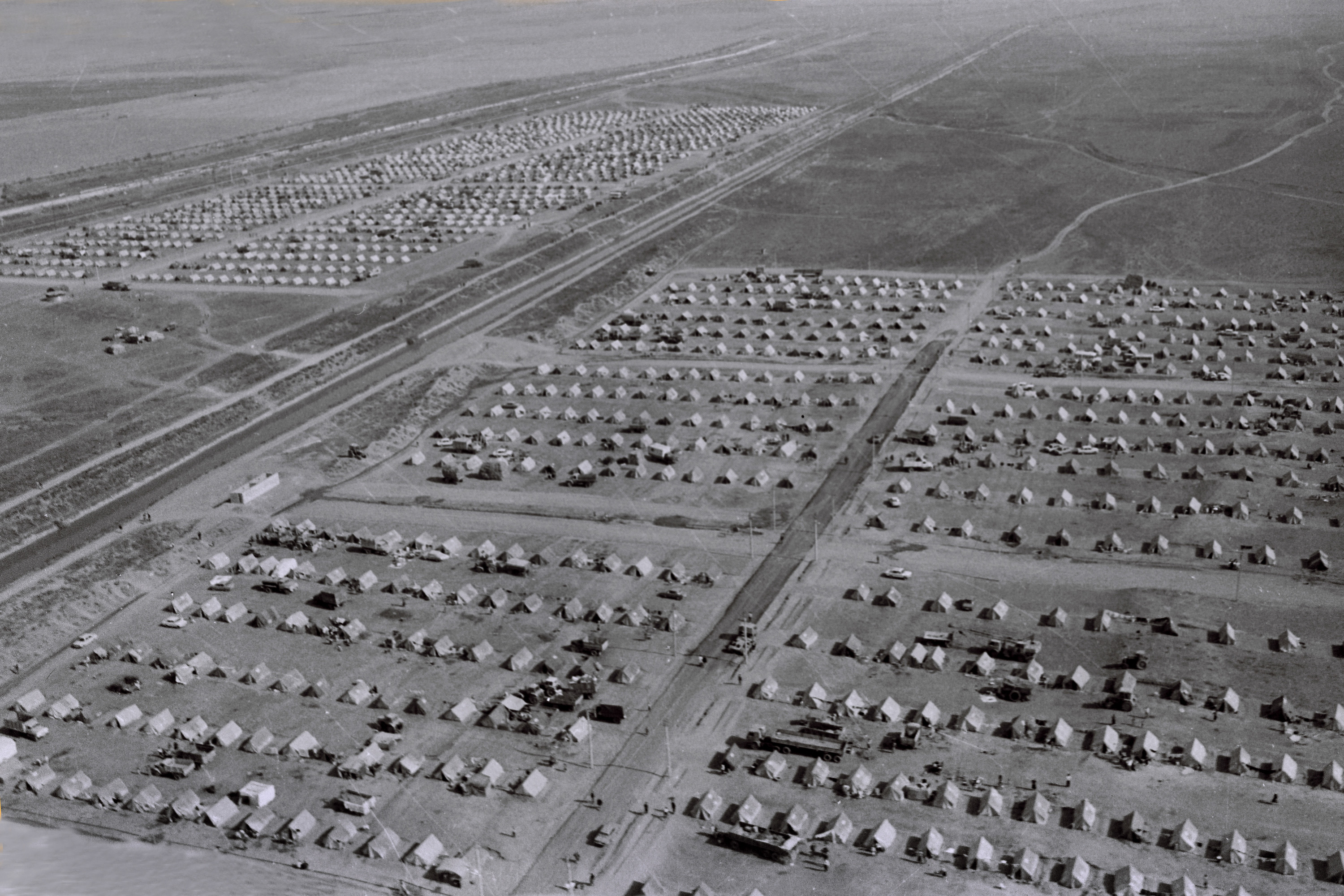
Лагерь для беженцев в Бейлаганском районе
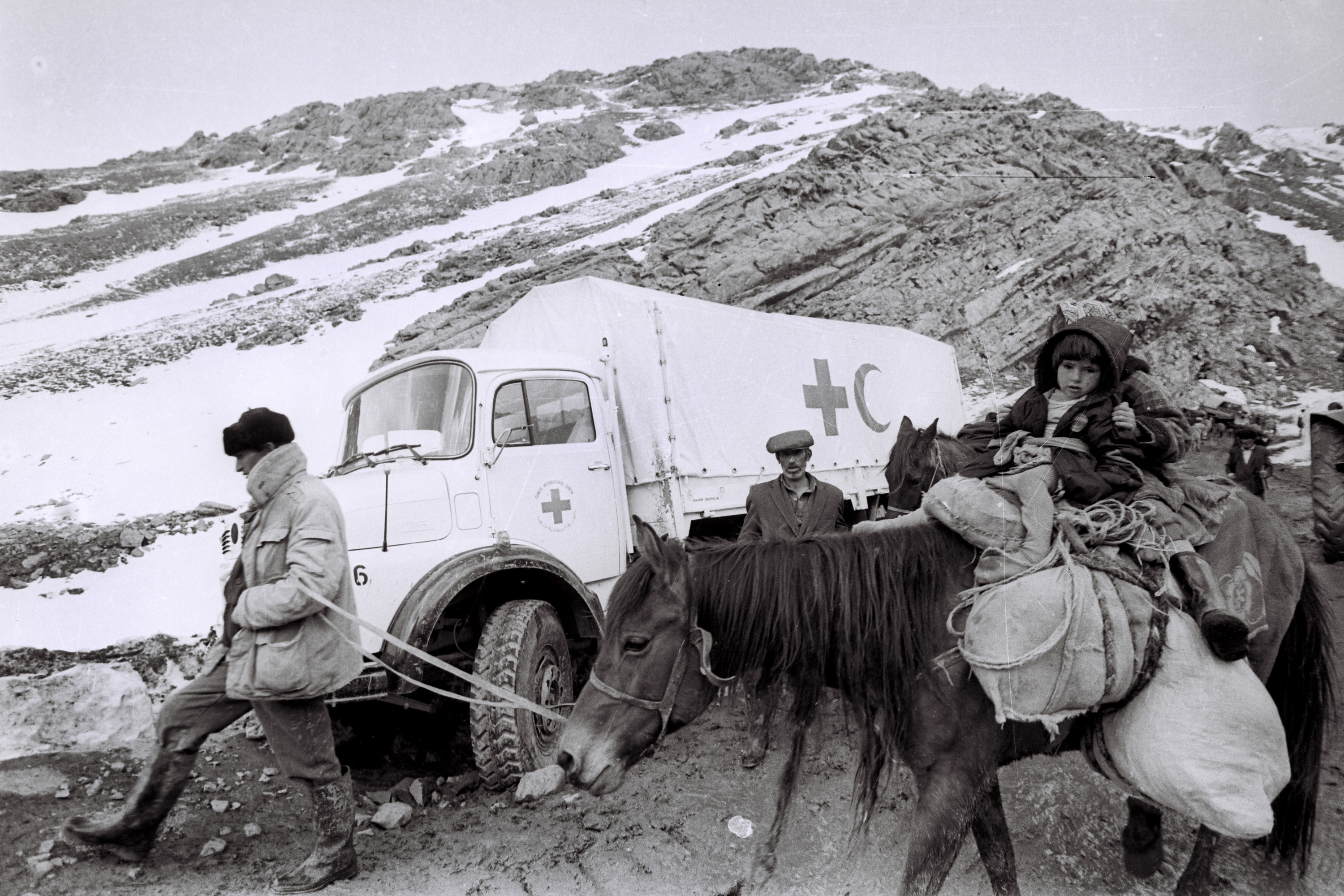
Беженцы из Кельбаджарского района во время перехода через Муровдаг
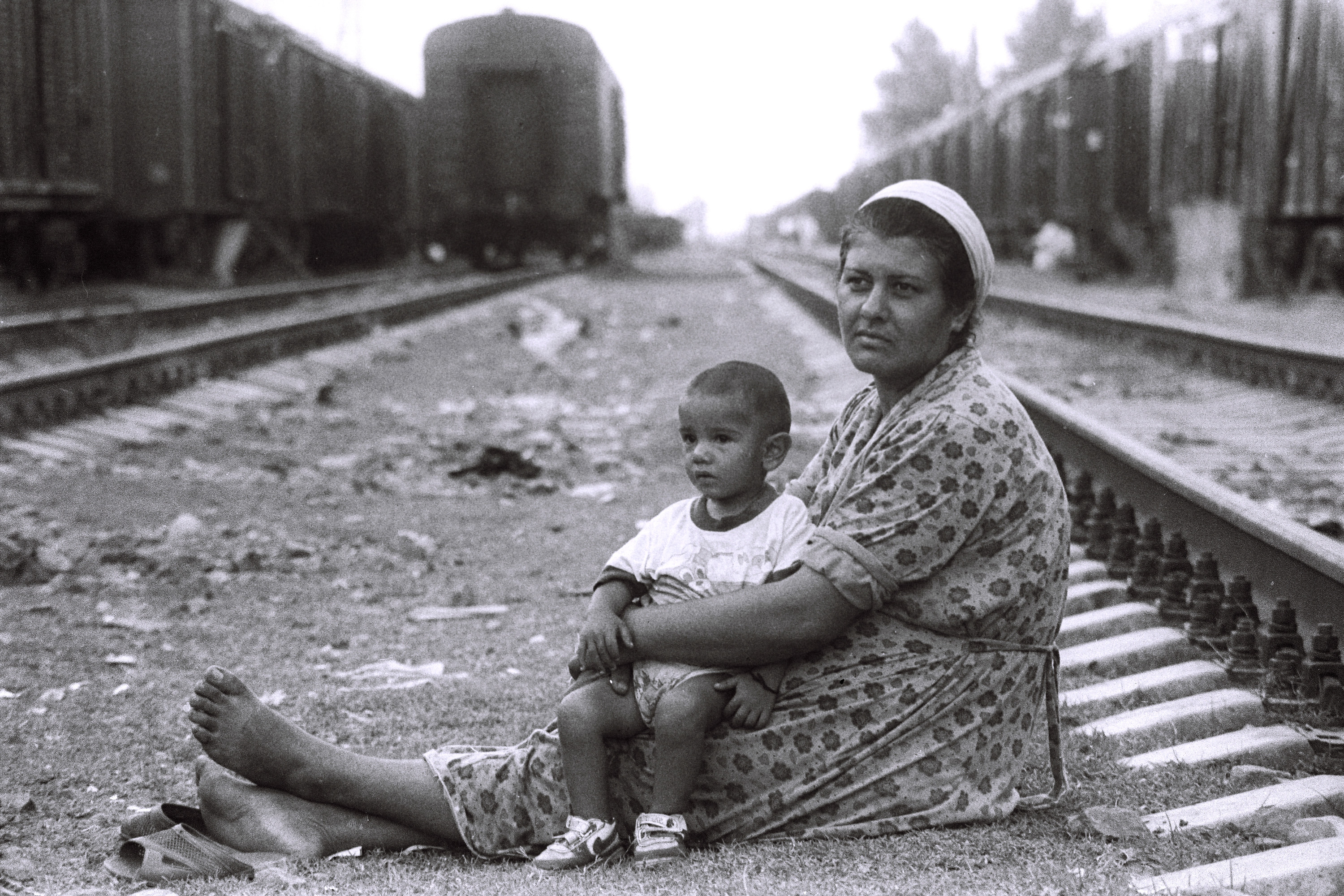
Беженцы в Евлахе

## Беженцы-иностранцы
В конце 1980-х десятки тысяч месхетинских турок из Средней Азии (Фергана, Узбекистан) получили убежище в Азербайджане. В 1989 году в республике их находилось около 40 тысяч; позже, из-за наплыва в Азербайджан азербайджанцев-беженцев из Армении, программа была приостановлена. Согласно Закону «О гражданстве» 1998 года, турки-месхетинцы, как и беженцы из Армении, имеют право на получение гражданства.
В начале 1990-х в Азербайджан хлынул поток афганцев, бежавших от укреплявшихся у власти талибов. По данным представительства УВКБ в Азербайджане, в настоящее время в стране находится более тысячи афганских беженцев, причём подавляющее большинство принадлежат к хазарейцам, меньшинству, преимущественно исповедующему преследуемый при талибах ислам шиитского толка.
В годы Первой и Второй Чеченской войны в Азербайджан устремились тысячи беженцев-чеченцев. На начало 2000-х их число достигало 10—15 тысяч человек. В последующие годы почти все они покинули Азербайджан, перебравшись в третьи страны. На конец 2015 года их в Азербайджане насчитывался 521 человек, на начало 2020 года — около 370 человек.
На 2015 год в Азербайджане проживало небольшое количество просителей убежища из Ирака и Сирии.

## Статус беженцев
В 1998 году был принят закон «О гражданстве». В 1999 году был принят закон «О статусе беженцев и внутренне перемещенных лиц (лиц, перемещенных внутри страны)» и закон «О социальной защите внутренне перемещенных лиц и лиц, приравненных к ним».

### Получение статуса беженца
Вопросы о предоставлении статуса беженца и вынужденного переселенца, а также вопрос лишения статуса беженца решаются соответствующими органами исполнительной власти АР.
Лицам, желающим получить статус беженца, необходимо адресовать заявление о предоставлении им статуса беженца в соответствующий орган исполнительной власти АР .
Лицам, желающим получить статус вынужденного переселенца, необходимо зарегистрироваться в соответствующем органе исполнительной власти АР.

### Получение отказа на заявление
Отказ по вопросу предоставления лицу статуса беженца утверждается письмом в течение 5 рабочих дней со времени принятия решения с обязательным указанием причины отказа. Лицо, получивший отказ уведомляется об этом в письменной же форме. Данное решение также направляется в соответствующий исполнительный орган с целью организации его отправки с азербайджанских земель. Решение об отказе в предоставлению лицу статуса беженца вправе быть обжаловано в судебном порядке. Суд останавливает отправку лица с территории Азербайджана.

### Потеря статуса беженца или вынужденного переселенца
Лицо, обладающий статусом беженца или вынужденного переселенца Азербайджана теряет (или лишается) свой статус в следующих случаях:
- при лишении и повторном приобретении гражданства;
- при добровольном поселении на территории, которое лицо покинуло;
- при приобретении места постоянного жительства за пределами АР;
- при представлении угрозы государственной безопасности;
- при получении статуса беженца или вынужденного переселенца представлением фиктивных сведений или фальшивых документов;
- при лишении свободы за совершение тяжкого преступления.

## Права и льготы беженцев

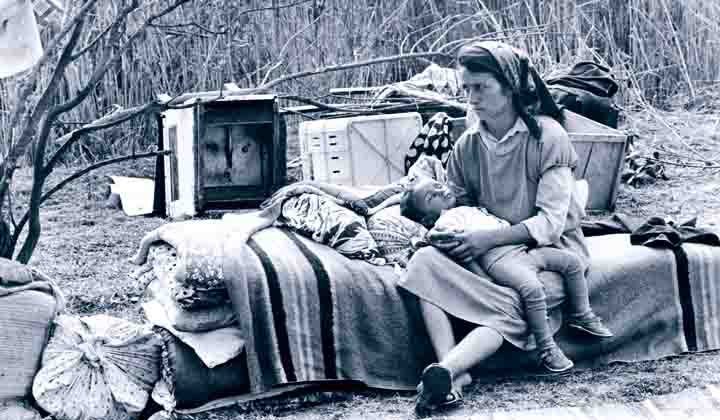
Вынужденные переселенцы — мать с ребенком

### Права беженцев в Азербайджане
Беженцы и вынужденные переселенцы обладают следующими правами на территории АР:
- бесплатный проезд к месту временного проживания и перевозки туда имущества;
- прохождение по требованию органов здравоохранения медицинского обследования и бесплатное получение необходимых медицинских препаратов;
- размещение одиноких пенсионеров и нетрудоспособных инвалидов в соответствующих предприятиях социального обеспечения;
- получение статуса беженца или вынужденного переселенца в срок, установленный настоящим законом;
- поднятие вопроса о возмещении причиненного материального и другого ущерба;
- возбуждение судебного дела о защите нарушенных прав;
- пользование гуманитарной помощью;
- свободно исповедовать свою религию;
- получение удостоверения беженца и путевого удостоверения, предоставляющее право передвижения за пределами АР.

Лица, получившие статус беженца или вынужденного переселенца, пользуются правами и несут обязанности, которые предусмотрены в законодательстве Азербайджанской Республики для иностранцев и лиц без гражданства.

### Льготы для беженцев в Азербайджане

#### Меры социальной защиты
1. Обеспечение временным жильем
Расселение беженцев и вынужденных переселенцев соответствующими органами исполнительной власти. Допускается добровольное самостоятельное расселение данных лиц в случае, если это не нарушает права и свободы других лиц.
2. Обеспечение занятости
На основе определенной государственной программы соответствующие органы исполнительной власти занимаются обеспечением занятости беженцам и вынужденным переселенцам и создаются необходимые условия для их трудоустройства, чтобы они занимались коммерческой и предпринимательской деятельностью.
При сокращении рабочих штатов беженцы и вынужденные переселенцы пользуются преимущественным правом сохранения своего рабочего места
3. Социальное обеспечение
В случае, если у беженцев и вынужденных переселенцев отсутствуют документы о рабочем стаже и заработной плате, то пенсия им назначается в порядке, установленном Законом Азербайджанской Республики «О пенсионном обеспечении граждан». Социальные страховые выплаты за временную потерю работоспособности оплачиваются им в объеме полной зарплаты независимо от трудового стажа.
4. Медицинское обеспечение
Медицинское обслуживание беженцев и вынужденных переселенцев производится медицинскими учреждениями, находящимися на территории их расселения. Они бесплатно обеспечиваются медицинским обслуживанием и лекарственными препаратами в порядке, установленном соответствующими органами исполнительной власти.
5. Обеспечение прав на образования
Дети беженцев и вынужденных переселенцев, размещённые в лагерях, в соответствии с образовательными стандартами получают дошкольное и общее среднее образование, организованное соответствующим органом исполнительной власти. Дети бесплатно обеспечиваются учебниками и другими учебными принадлежностями. Беженцы и вынужденные переселенцы, которые обучаются в государственных высших и средних специальных учебных заведениях в платной форме, освобождаются от платы за обучение.
6. Налоговые льготы
Вынужденные переселенцы освобождаются от платы за жилищно-коммунальные услуги и пользование телефоном (исключение: междугородние и международные переговоры).
Вынужденные переселенцы освобождаются от налога на доход, от выплаты государственных пошлин и налогов, которые предусмотренны за выдачу удостоверения личности, а также водительских удостоверений, взимаемых при техническом осмотре, обмене технических паспортов.
7. Материальная помощь
Разовая и регулярная материальная помощь беженцам и вынужденным переселенцам осуществляются в порядке, установленном соответствующими органами исполнительной власти.

## Лица, намеренные получить статус беженцев
В Азербайджане также имеется до 11 тысяч лиц, намеренных получить статус «беженцев». Большую часть из них составляют российские граждане чеченского происхождения, афганцы, иранцы, иракцы, палестинцы.
Таким образом, в Азербайджане имеется около одного миллиона беженцев, вынужденных переселенцев, и лиц намеренных получить статус «беженцев».

## Возвращение беженцев
После Второй карабахской войны президент Азербайджана Ильхам Алиев заявил, что власти поэтапно будут возвращать беженцев и вынужденных переселенцев в Карабах. Председатель Государственного комитета по работе с беженцами и вынужденными переселенцами Азербайджана Ровшан Рзаев заявил, что «свыше 60-70 % из 750 тыс. вынужденных переселенцев вернутся на Родину».
С 2023 года осуществляется возвращение вынужденно переселённых лиц в места своего проживания.